# 斯马拉
斯马拉（阿拉伯语：‎）位于西撒哈拉地區境內，属当地传统宗教中心，目前正被摩洛哥所实际控制，當地總人口統計爲42,056人。阿拉伯撒哈拉民主共和国声称该城市主权。